# Locomotiva Thomas și prietenii săi - Sezonul 17
Locomotiva Thomas și prietenii săi este o serie de televiziune bazată pe Seria Căilor Ferate scrisă de Wilbert Awdry, în care este prezentată viața unui grup de locomotive și vehicule cu trăsături umane, ce trăiesc pe Insula Sodor.
Acest articol se referă la Sezonul 17. A fost produs în anul 2013-2014 de David Baas.

## Difuzare în România
Acest sezon este difuzat pe postul TV Minimax și este dublat în limba română.

## Sezonul 17
| #   | #  | Titlu Original                    | Titlu Română                      |
| --- | -- | --------------------------------- | --------------------------------- |
| 389 | 1  | Kevin's Cranky Friend             | Prietenil Morocănos al lui Kevin  |
| 390 | 2  | Scruff's Makeover                 | Transformarea lui Scruff          |
| 391 | 3  | Wayward Winston                   | Impredictibilul Winston           |
| 392 | 4  | Gordon Runs Dry                   | Gordon Rămâne Fără Apă            |
| 393 | 5  | Calm Down Caitlin                 | Calmează-te, Caitlin!             |
| 394 | 6  | Steamie Stafford                  | Aburosul Stafford                 |
| 395 | 7  | Henry's Hero                      | Eroul lui Henry                   |
| 396 | 8  | Luke's New Friend                 | Noul Prieten al lui Luke          |
| 397 | 9  | The Switch                        | Schimbarea                        |
| 398 | 10 | Not Now, Charlie                  | Nu Acum, Charlie!                 |
| 399 | 11 | The Lost Puff                     | Aburul Dispărut                   |
| 400 | 12 | The Thomas Way                    | Metoda Thomas                     |
| 401 | 13 | The Phantom Express               | Expressul Fantomă                 |
| 402 | 14 | Percy's Lucky Day                 | Ziua Norocoasă a lui Percy        |
| 403 | 15 | Bill or Ben?                      | Bill sau Ben?                     |
| 404 | 16 | Too Many Fire Engines             | Prea Multe Locomotive de Pompieri |
| 405 | 17 | No Snow for Thomas                | Fără Zăpadă Pentru Thomas         |
| 406 | 18 | Santa's Little Engine             | Locomotiva lui Moș Crăciun        |
| 407 | 19 | The Missing Christmas Decorations | Decorațiunile Dispărute           |
| 408 | 20 | The Frozen Turntable              | Placa Rotativă Înghețată          |
| 409 | 21 | Away from the Sea                 | Departe de Mare                   |
| 410 | 22 | Gone Fishing                      | La Pescuit                        |
| 411 | 23 | The Afternoon Tea Express         | Ceaiul de După-Amiază             |
| 412 | 24 | The Smelly Kipper                 | Scrumbia Mirositoare              |
| 413 | 25 | No More Mr. Nice Engine           | Gata cu Domnul Locomotivă Drăguță |
| 414 | 26 | Thomas' Shortcut                  | Scurtătura lui Thomas             |